# Kamenina
Kamenína je širok razred keramike, žgane pri razmeroma visoki temperaturi, da je neprepustna za vodo. Sodobna definicija je steklasta ali polsteklasta keramika, izdelana predvsem iz kamnite gline ali neognjevzdržne ognjene gline. Ta definicija izključuje kamnite posode, ki so izklesane iz trdnega kosa kamna. Končna uporaba kamnite posode vključuje namizno posodo in okrasne predmete, kot so vaze.
Kamenina se žge pri temperaturi med približno 1100 °C in 1300 °C. Zgodovinsko gledano je bilo doseganje takšnih temperatur dolgotrajen izziv, temperature nekoliko pod temi pa so se uporabljale dolgo časa.
Razvila se je neodvisno na različnih lokacijah po svetu, po lončenini in pred porcelanom. V tradicionalni vzhodnoazijski terminologiji lončenina ni prepoznana kot kategorija, zato se veliko azijske lončenine, kot je na primer kitajska ding keramika, po lokalnih definicijah šteje za porcelan.:{{{1}}} V takih primerih se lahko uporabijo izrazi, kot sta porcelanasta ali skoraj porcelanasta. Tradicionalno vzhodnoazijsko razmišljanje lončenino razvršča le v nizko žgano in visoko žgano blago, kar je enakovredno lončenini in porcelanu, brez vmesnega evropskega razreda lončenine, številne lokalne vrste lončenine pa so bile večinoma razvrščene kot porcelan, čeprav pogosto ne bele in prosojne.
Ena od definicij lončenine je iz Kombinirane nomenklature Evropskih skupnosti, evropskega industrijskega standarda. Navaja:
Kamenina, ki je sicer gosta, neprepustna in dovolj trda, da se upira praskam z jekleno konico, se od porcelana razlikuje po tem, da je bolj neprozorna in običajno le delno vitrificirana. Lahko je steklasta ali polsteklasta. Običajno je sive ali rjavkaste barve zaradi nečistoč v glini, ki se uporablja za njeno izdelavo, in je običajno glazirana.

## Vrste
Predlaganih je bilo pet osnovnih kategorij kamenine:
- Tradicionalna kamenina: gosta in poceni masa. Je neprozorna, lahko je katerekoli barve in se lomi s školjkastim ali kamnitim prelomom. Tradicionalno je izdelana iz drobnozrnate sekundarne, plastične gline, ki se lahko uporablja za oblikovanje zelo velikih kosov.
- Fina kamenina: izdelana iz bolj skrbno izbranih, pripravljenih in mešanih surovin. Uporablja se za izdelavo namizne in umetniške posode.
- Kemična kamenina: uporablja se v kemični industriji in kadar je potrebna odpornost na kemične napade. Uporabljajo se čistejše surovine kot za druge kamnite mase. V veliki meri jo je nadomestil kemični porcelan.
- Kamnina, odporna na toplotne udare: ima dodatke določenih materialov za povečanje odpornosti žgane mase na toplotne udare.
- Elektroinštalacijska kamenina: zgodovinsko se je uporabljala za električne izolatorje, čeprav jo je nadomestil elektroinštalacijski porcelan.

Ugotovljena je bila tudi druga vrsta, kamenina brez kremenjaka. V posebnih predpisih Združenega kraljestva o lončarstvu (zdravje in dobro počutje) iz leta 1950 je opredeljen kot: »Kamenovito posodje, katerega telo je sestavljeno iz naravne gline, ki ji ni bil dodan kremen ali kremen ali druga oblika prostega silicijevega dioksida.«